# Udržitelná energie
| bez dat <5 % 5–10 % | 10–20 % 20–30 % 30–40 % | 40–50 % 50–60 % >60 % |

Podíl obnovitelných zdrojů energie na hrubé konečné spotřebě ve vybraných evropských zemích (2019)

Energie je udržitelná, pokud „uspokojuje potřeby současnosti, aniž by ohrožovala schopnost budoucích generací uspokojovat své vlastní potřeby“. Většina definic udržitelné energie zohledňuje environmentální aspekty, jako jsou emise skleníkových plynů, a sociální a ekonomické aspekty, jako je energetická chudoba. Obnovitelné zdroje energie, jako je ta větrná, vodní, solární a geotermální, jsou obecně mnohem udržitelnější než zdroje využívající fosilní paliva. Některé projekty v oblasti obnovitelných zdrojů energie, například kácení lesů za účelem výroby biopaliv, však mohou způsobit vážné škody na životním prostředí. Úloha neobnovitelných zdrojů energie v rámci udržitelné energetiky je kontroverzní. Jaderná energie je nízkouhlíkovým zdrojem, jehož historické vlivy na zdraví lidí i životní prostředí jsou srovnatelné s větrnou a solární energií, ale její udržitelnost je předmětem diskusí kvůli obavám z radioaktivního odpadu, šíření jaderných zbraní a havárií. Přechod z uhlí na zemní plyn má environmentální výhody, včetně nižšího dopadu na klima, ale může vést ke zpoždění přechodu na udržitelnější možnosti. Do technologií elektráren lze zabudovat zachycování a ukládání oxidu uhličitého (CO2), aby se odstranily jeho emise skleníkových plynů, ale tato technologie je nákladná a energeticky náročná a zřídkakdy se realizuje.
Fosilní paliva zajišťují 85 % světové spotřeby energie a energetický systém je zodpovědný za 76 % globálních emisí skleníkových plynů. Přibližně 790 milionů lidí v rozvojových zemích nemá přístup k elektřině a 2,6 miliardy lidí je při vaření závislých na tradičních tuhých palivech, jako je dřevo nebo dřevěné uhlí. Snížení emisí skleníkových plynů na úroveň odpovídající Pařížské dohodě z roku 2015 bude vyžadovat systémovou transformaci způsobu výroby, distribuce, skladování a spotřeby energie. Spalování fosilních paliv a biomasy se významně podílí na znečištění ovzduší, které je podle odhadů příčinou 7 milionů úmrtí ročně. Přechod na nízkouhlíkový energetický systém by proto měl výrazné přínosy i pro lidské zdraví. Existují cesty, jak zajistit všeobecný přístup k elektřině a čistému vaření způsobem, který je slučitelný s klimatickými cíli a zároveň přináší rozvojovým zemím významné zdravotní a ekonomické výhody.
V navrhovaných způsobech zmírňování změny klimatu, které jsou slučitelné s omezením globálního oteplování na 2 °C, je potřeba rychle ukončit provoz uhelných elektráren, vyrábět více elektřiny z čistých zdrojů, jako jsou větrné a solární elektrárny, a v odvětvích jako doprava a vytápění budov používat elektřinu místo fosilních paliv nebo používat udržitelné zdroje energie a snížit energetickou náročnost budov. U některých energeticky náročných technologií a procesů, které je obtížné elektrifikovat, je řešením využití vodíkového paliva vyráběného z nízkoemisních zdrojů energie. Aby bylo možné přizpůsobit větší podíl proměnlivé energie z obnovitelných zdrojů, vyžadují elektrické sítě flexibilitu prostřednictvím infrastruktury, jako je skladování energie. Aby bylo možné dosáhnout výrazného snížení emisí skleníkových plynů, bylo by třeba změnit infrastrukturu a technologie využívající energii, jako jsou budovy a dopravní systémy, tak, aby využívaly čisté formy energie a také šetřily energií. Některé rozhodující technologie pro eliminaci emisí skleníkových plynů souvisejících s energií ještě nejsou dostatečně vyspělé.
Větrné a solární elektrárny v roce 2019 vyrobily 8,5 % celosvětové elektřiny. Tento podíl rychle roste, zatímco náklady klesají a podle odhadů budou dále klesat. Mezivládní panel pro změnu klimatu (IPCC) odhaduje, že k omezení globálního oteplování na 1,5 °C by bylo třeba v letech 2016 až 2035 každoročně investovat do energetického systému 2,5 % světového hrubého domácího produktu. Dobře navržené vládní politiky, které podporují transformaci energetického systému, mohou snížit emise skleníkových plynů a zlepšit kvalitu ovzduší. V mnoha případech také zvyšují energetickou bezpečnost. Politické přístupy zahrnují stanovování cen uhlíku, standardy portfolia obnovitelných zdrojů, postupné rušení dotací na fosilní paliva a rozvoj infrastruktury na podporu elektrifikace a udržitelné dopravy. Důležitou úlohou vlád je také financování výzkumu, vývoje a demonstrací nových technologií čisté energie.

## Definice a pozadí

### Definice

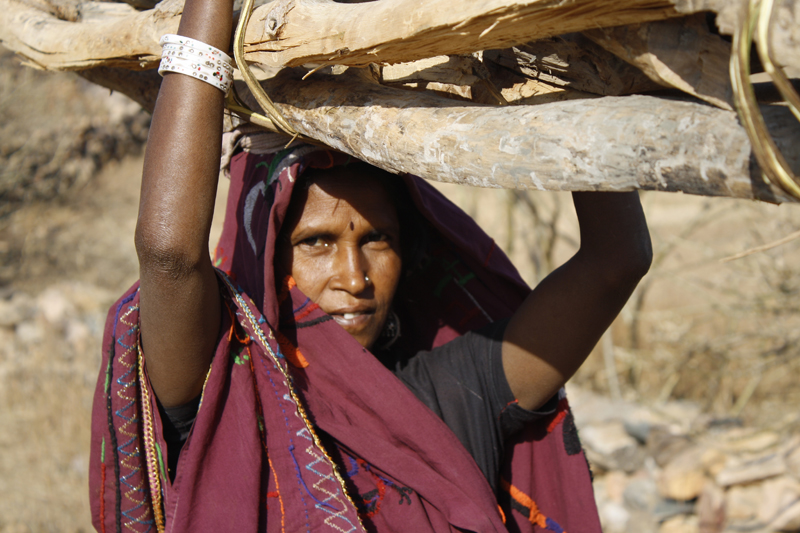
Žena na indickém venkově v Rádžasthánu při sběru palivového dříví. Používání dřeva a dalších tradičních tuhých paliv k vaření způsobuje každoročně miliony úmrtí na znečištění ovzduší uvnitř i venku.

Energie je zlatou nití, která spojuje hospodářský růst, větší sociální spravedlnost a životní prostředí, které umožňuje světu prosperovat. Rozvoj není možný bez energie a udržitelný rozvoj není možný bez udržitelné energie.
Generální tajemník OSN Pan Ki-mun
Světová komise pro životní prostředí a rozvoj (tzv. Komise Brundtlandové) popsala koncept udržitelného rozvoje, jehož klíčovou součástí je energie, ve své zprávě Naše společná budoucnost z roku 1987. Definovala udržitelný rozvoj jako uspokojování „potřeb současnosti, aniž by byla ohrožena schopnost budoucích generací uspokojovat své vlastní potřeby“. Na tento popis udržitelného rozvoje se od té doby odkazuje v mnoha definicích a vysvětleních udržitelné energie.
Žádný jednotný výklad toho, jak se koncept udržitelnosti vztahuje na energetiku, nezískal celosvětové uznání. Pracovní definice udržitelné energetiky zahrnují více aspektů udržitelnosti, jako je environmentální, ekonomický a sociální rozměr. Historicky se koncept udržitelného rozvoje energetiky zaměřoval na emise a na energetickou bezpečnost. Od počátku 90. let 20. století se tento koncept rozšířil a zahrnuje širší sociální a ekonomické otázky.
Environmentální rozměr udržitelnosti zahrnuje emise skleníkových plynů, dopady na biologickou rozmanitost a ekosystémy, emise nebezpečných a toxických odpadů, spotřebu vody a vyčerpání neobnovitelných zdrojů. Zdroje energie s nízkým dopadem na životní prostředí se někdy nazývají zelená energie nebo čistá energie. Ekonomický rozměr udržitelnosti zahrnuje hospodářský rozvoj, efektivní využívání energie a energetickou bezpečnost, která má zajistit, aby každá země měla stálý přístup k dostatečnému množství energie. Sociální otázky zahrnují přístup k cenově dostupné a spolehlivé energii pro všechny lidi, práva zaměstnanců a práva na půdu.

### Environmentální vlivy
Současný energetický systém přispívá k mnoha environmentálním problémům, včetně změny klimatu, znečištění ovzduší, ztráty biologické rozmanitosti, uvolňování toxinů do životního prostředí a nedostatku vody. V roce 2019 bylo 85 % světových energetických potřeb uspokojováno spalováním fosilních paliv. Výroba a spotřeba energie jsou zodpovědné za 76 % ročních emisí skleníkových plynů způsobených lidskou činností (k roku 2018). Cílem mezinárodní Pařížské dohody o změně klimatu z roku 2015 je omezit globální oteplování výrazně pod 2 °C a nejlépe na 1,5 °C; dosažení tohoto cíle bude vyžadovat co nejrychlejší snížení emisí a dosažení nulových čistých emisí do poloviny století.
Spalování fosilních paliv a biomasy je hlavním zdrojem znečištění ovzduší, které je podle odhadů příčinou 7 milionů úmrtí ročně. Spalování fosilních paliv v elektrárnách, vozidlech a továrnách je hlavním zdrojem emisí, které ve spojení s kyslíkem v atmosféře způsobují kyselé deště. Znečištění ovzduší je druhou nejčastější příčinou úmrtí na neinfekční nemoci. Odhaduje se, že 99 % světové populace žije s úrovní znečištění ovzduší, která překračuje limity doporučené Světovou zdravotnickou organizací.
Vaření pomocí spalování tradičních tuhých paliv, jako je dřevo, zvířecí trus, uhlí nebo petrolej, je zodpovědné za téměř veškeré znečištění ovzduší uvnitř budov, které způsobuje odhadem 1,6 až 3,8 milionu úmrtí ročně a významně přispívá také ke znečištění venkovního ovzduší. Zdravotní dopady se soustřeďují na ženy, které mají většinou na starost vaření, a na malé děti.
Dopady na životní prostředí způsobují také vedlejší produkty spalování. Úniky ropy do moře poškozují mořské živočichy a mohou způsobit požáry, při nichž se uvolňují toxické emise. Přibližně 10 % celosvětové spotřeby vody připadá na výrobu energie, především na chlazení v tepelných elektrárnách. V suchých oblastech to přispívá k nedostatku vody. Velké množství vody vyžaduje také výroba bioenergie, těžba a zpracování uhlí a těžba ropy. Nadměrná těžba dřeva a dalších hořlavých materiálů určených ke spalování může způsobit vážné místní škody na životním prostředí, včetně rozšiřování pouští.
V roce 2021 zveřejnila Evropská hospodářská komise OSN analýzu životního cyklu dopadu řady technologií výroby elektřiny na životní prostředí, která zohledňuje následující: využívání zdrojů (nerosty, kovy); využívání půdy; využívání zdrojů (fosilie); využívání vody; pevné částice; fotochemickou tvorbu ozonu; úbytek ozonu; toxicitu pro člověka (bez rakoviny); ionizující záření; toxicitu pro člověka (rakovina); eutrofizaci (suchozemská, mořská, sladkovodní); ekotoxicitu (sladkovodní); acidifikaci; změnu klimatu.

### Cíle udržitelného rozvoje

Mapa světa zobrazující místa, kde v roce 2016 žili lidé bez přístupu k elektřině - převážně v subsaharské Africe a na indickém subkontinentu.

Celosvětová spotřeba energie je velmi nerovnoměrná. Země s vysokými příjmy, jako jsou Spojené státy a Kanada, spotřebovávají stokrát více energie na obyvatele než některé nejméně rozvinuté země v Africe.

Uspokojení stávající a budoucí poptávky po energii udržitelným způsobem je zásadní výzvou pro globální cíl omezit změnu klimatu a zároveň udržet hospodářský růst a umožnit růst životní úrovně. Spolehlivá a cenově dostupná energie, zejména elektřina, je nezbytná pro zdravotní péči, vzdělávání a hospodářský rozvoj. V roce 2020 nemělo 790 milionů lidí v rozvojových zemích přístup k elektřině a přibližně 2,6 miliardy bylo závislých na spalování znečišťujících paliv při vaření.
Zlepšení přístupu k energii v nejméně rozvinutých zemích a zajištění čistší energie jsou klíčem k dosažení většiny Cílů udržitelného rozvoje OSN do roku 2030, které zahrnují různé otázky od opatření v oblasti klimatu až po rovnost žen a mužů. Sedmý cíl udržitelného rozvoje vyzývá k „přístupu k cenově dostupné, spolehlivé, udržitelné a moderní energii pro všechny“, včetně všeobecného přístupu k elektřině a čistým zařízením na vaření do roku 2030.

## Úspory energie

Růst obnovitelných zdrojů energie byl v roce 2020 o 45 % vyšší než v roce 2019, včetně 90 % nárůstu globální kapacity větrných elektráren (zelená barva) a 23 % nárůstu nových solárních fotovoltaických zařízení (žlutá barva).

Energetická účinnost – použití menšího množství energie k dodání stejného zboží nebo služeb nebo poskytnutí srovnatelných služeb s menším množstvím spotřeby materiálu – je základním kamenem mnoha strategií udržitelné energetiky. Mezinárodní energetická agentura (IEA) odhaduje, že zvýšením energetické účinnosti by bylo možné dosáhnout 40 % snížení emisí skleníkových plynů potřebných k naplnění cílů Pařížské dohody.
Energii lze šetřit zvyšováním technické účinnosti spotřebičů, vozidel, průmyslových procesů a budov. Dalším přístupem je používání menšího množství materiálů, jejichž výroba vyžaduje velké množství energie, například prostřednictvím lepšího navrhování budov a prostřednictvím recyklace. Dalším způsobem, jak šetřit energií, jsou změny chování, například používání videokonferencí namísto služebních letů nebo cestování po městě na kole, pěšky nebo veřejnou dopravou namísto autem. Vládní politiky zaměřené na zvýšení účinnosti mohou zahrnovat stavební předpisy, výkonnostní normy, stanovení cen uhlíku a rozvoj energeticky účinné infrastruktury, která podporuje změny způsobů dopravy.
Energetická náročnost světové ekonomiky, tedy množství energie spotřebované na jednotku hrubého domácího produktu (HDP), je hrubým ukazatelem energetické účinnosti ekonomické výroby. V roce 2010 činila celosvětová energetická náročnost 1,6 kWh na jeden americký dolar HDP. Cíle udržitelného rozvoje OSN požadují, aby se energetická náročnost v letech 2010 až 2030 každoročně snižovala o 2,6 %. Do roku 2020 se nedařilo tento cíl plnit. Například mezi lety 2017 a 2018 se energetická náročnost snížila pouze o 1,1 %. Zlepšení účinnosti často vede k tzv. odrazovému efektu (indukci spotřeby), kdy spotřebitelé ušetřené peníze použijí k nákupu energeticky náročnějšího zboží a služeb. Zlepšení technické účinnosti v dopravě a v budovách bylo například do značné míry kompenzováno trendy v chování spotřebitelů, jako jsou nákup větších vozidel a domů.

## Zdroje udržitelné energie

### Obnovitelné zdroje energie

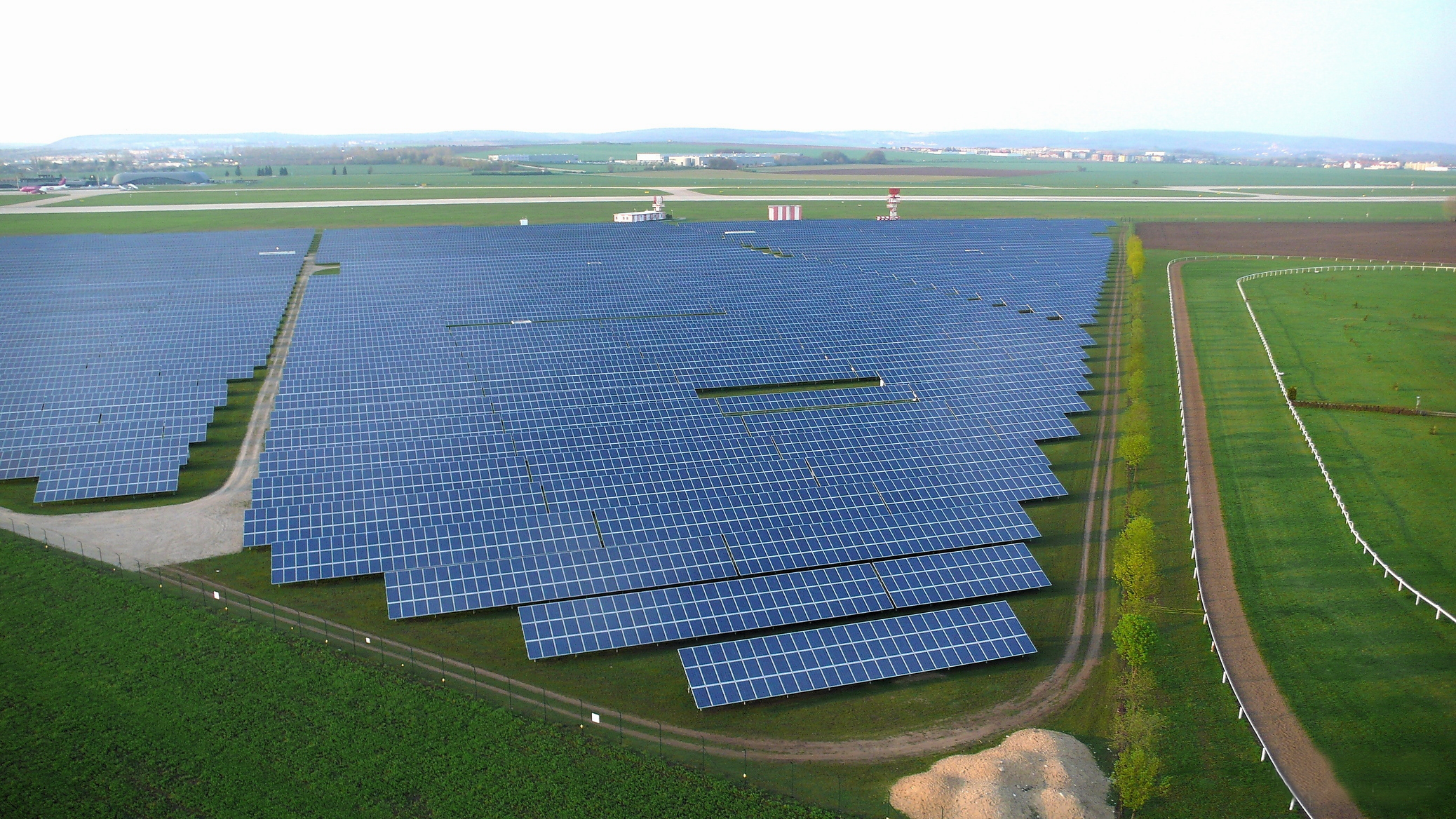
Fotovoltaická elektrárna Brno-Tuřany

Obnovitelné zdroje energie mají zásadní význam pro udržitelnou energetiku, protože obecně posilují energetickou bezpečnost a vypouštějí mnohem méně skleníkových plynů než fosilní paliva. Projekty v oblasti obnovitelných zdrojů energie někdy vyvolávají značné obavy ohledně udržitelnosti, například pro rizika pro biologickou rozmanitost, pokud jsou oblasti s vysokou ekologickou hodnotou přeměněny na výrobu bioenergie nebo větrné či solární farmy.
Největším zdrojem elektřiny z obnovitelných zdrojů je vodní energie, ale výroba solární a větrná energie rychle roste. Fotovoltaická solární energie a větrná energie na pevnině jsou ve většině zemí nejlevnějšími formami nových kapacit pro výrobu elektřiny. Pro více než polovinu ze 770 milionů lidí, kteří v současné době nemají přístup k elektřině, je decentralizovaná obnovitelná energie, jako jsou solární minisítě, pravděpodobně nejlevnějším způsobem jejího zajištění do roku 2030. Cíle udržitelného rozvoje OSN pro rok 2030 zahrnují podstatné zvýšení podílu obnovitelné energie na světových dodávkách energie.

#### Solární energie

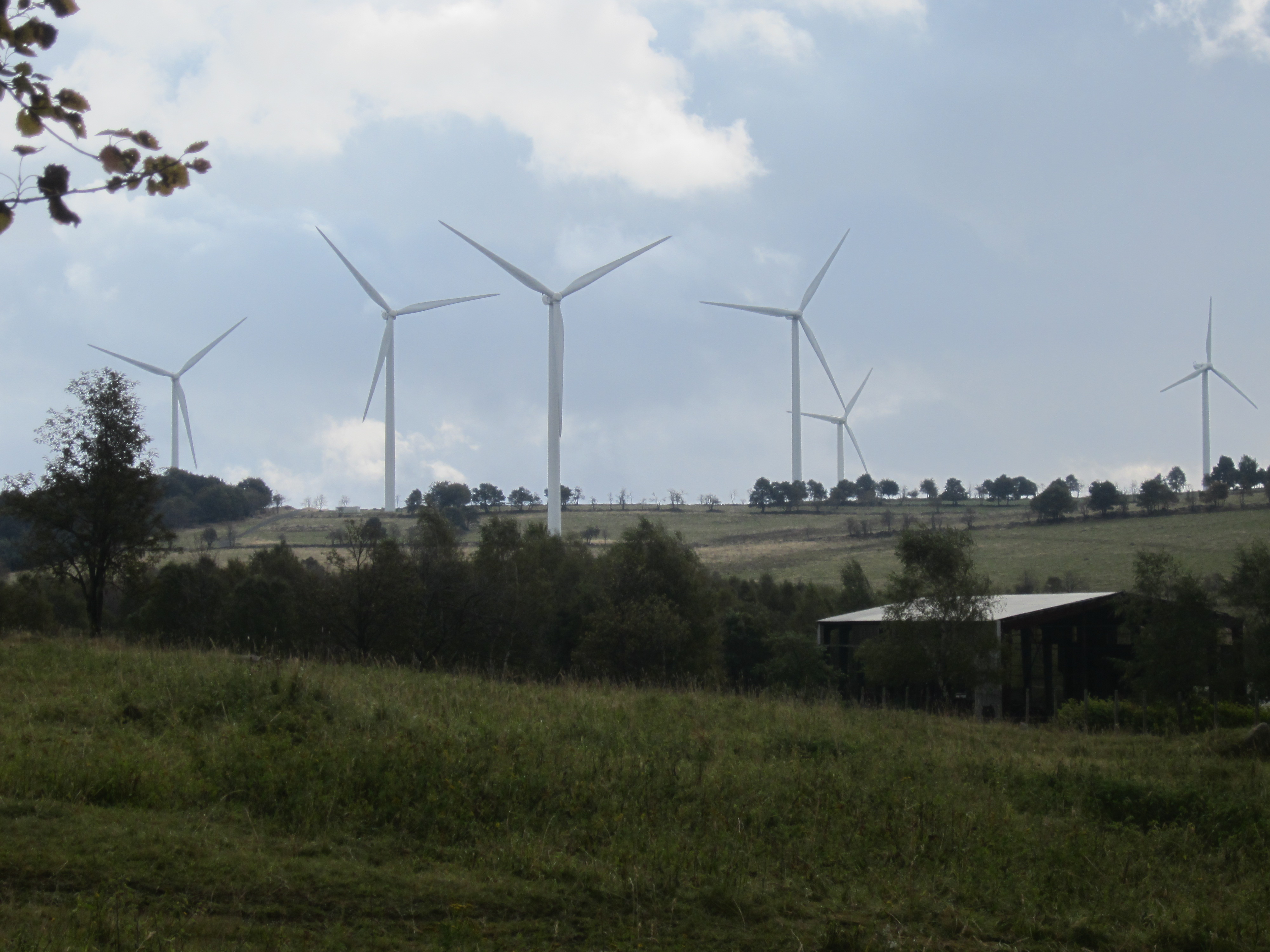
Větrná elektrárna Nová Ves v Horách

Slunce je primárním zdrojem energie na Zemi, čistým a v mnoha oblastech hojně dostupným zdrojem. V roce 2019 poskytovala sluneční energie přibližně 3 % celosvětové elektřiny, většinou prostřednictvím solárních panelů založených na fotovoltaických článcích. Panely se montují na střechy budov nebo se instalují v solárních parcích. Cena fotovoltaických článků rychle klesla, což vedlo k silnému růstu celosvětové kapacity. Náklady na elektřinu z nových solárních parků jsou konkurenceschopné nebo na mnoha místech levnější než elektřina ze stávajících uhelných elektráren. Různé prognózy budoucího využití energie označují fotovoltaiku za jeden z hlavních zdrojů výroby energie v rámci udržitelného mixu.
Většinu součástí solárních panelů lze snadno recyklovat, ale ne vždy se tak děje, protože chybí regulace. Panely obvykle obsahují těžké kovy, takže pokud jsou uloženy na skládkách, představují ekologické riziko. Solárnímu panelu trvá méně než dva roky, než vyrobí tolik energie, kolik bylo spotřebováno na jeho výrobu. Ještě méně energie je zapotřebí, pokud se materiály recyklují.
V případě koncentrované solární energie se sluneční paprsky soustřeďují pomocí pole zrcadel a ohřívají kapalinu. Ze vzniklé páry se pomocí tepelného stroje vyrábí elektřina. Koncentrovaná sluneční energie může podporovat špičkovou výrobu elektřiny, protože část tepla se obvykle ukládá, aby bylo možné vyrábět elektřinu až v případě potřeby. Kromě výroby elektřiny se sluneční energie využívá i přímo; solární tepelné systémy se používají k výrobě teplé vody, vytápění budov, sušení a odsolování.

#### Větrná energie

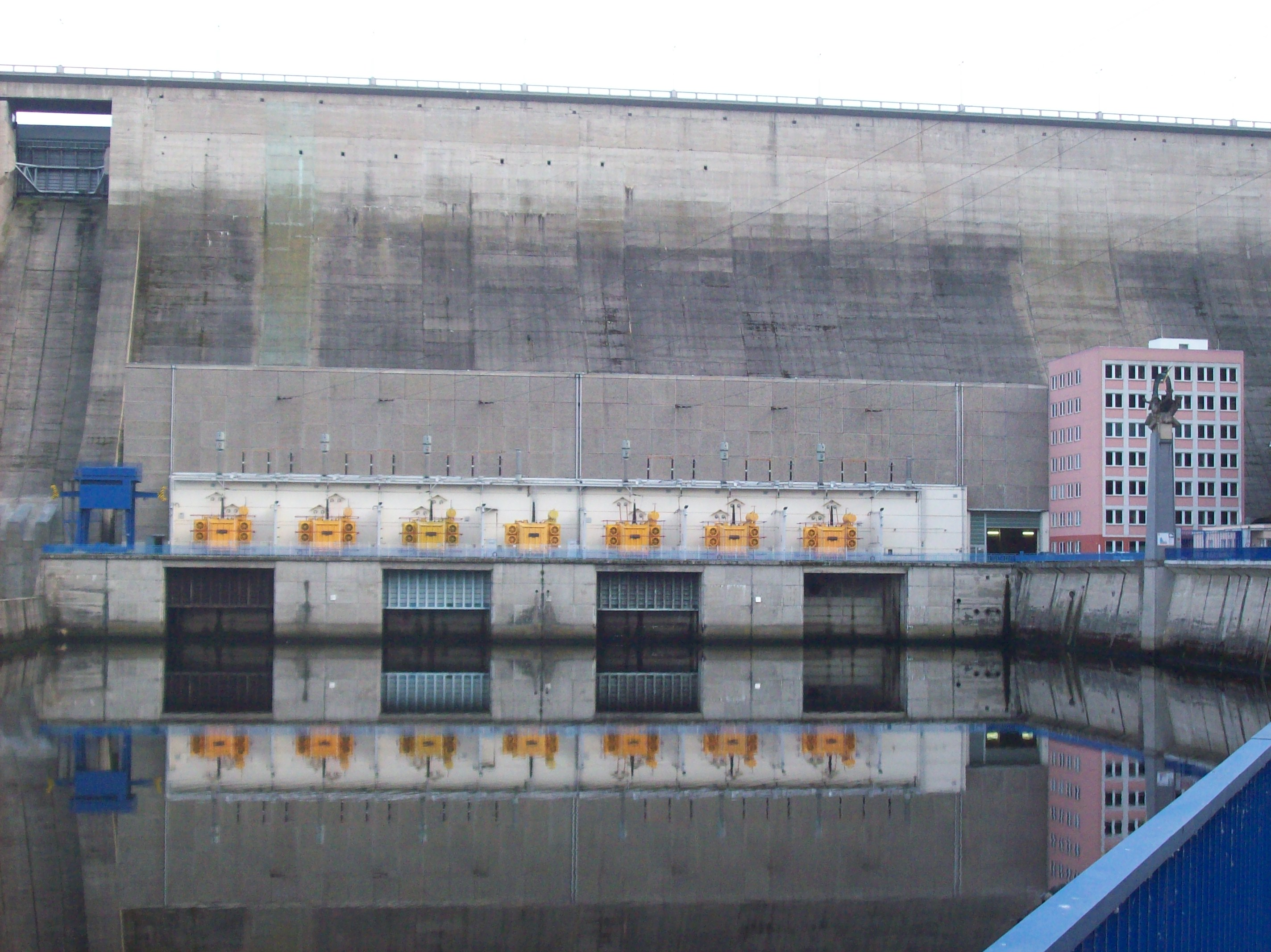
Vodní elektrárna Orlík

Vítr byl po tisíciletí důležitým motorem vývoje, protože poskytoval mechanickou energii pro průmyslové procesy, vodní čerpadla a plachetnice. Moderní větrné turbíny se používají k výrobě elektřiny a v roce 2019 poskytovaly přibližně 6 % celosvětové elektřiny. Elektřina z větrných elektráren na pevnině je často levnější než ze stávajících uhelných elektráren a je konkurenceschopná se zemním plynem a jadernou energií. Větrné farmy mohou být umístěny i na moři, kde jsou větry stabilnější a silnější než na pevnině, ale náklady na výstavbu a údržbu jsou vyšší.
Větrné elektrárny na pevnině, často stavěné ve volné přírodě nebo na venkově, mají vizuální dopad na krajinu. Kolize s větrnými turbínami sice zabíjejí netopýry a v menší míře i ptáky, ale tyto dopady jsou nižší než u jiné infrastruktury, jako jsou okna a přenosová vedení. Hluk a blikající světlo, které turbíny vytvářejí, mohou způsobovat obtěžování a omezovat výstavbu větrníků v blízkosti hustě obydlených oblastí. Větrné elektrárny na rozdíl od jaderných elektráren a elektráren na fosilní paliva nespotřebovávají vodu. Na stavbu větrných turbín je potřeba málo energie ve srovnání s energií, kterou vyrobí samotná větrná elektrárna. Lopatky turbín nejsou plně recyklovatelné a probíhá výzkum metod výroby lopatek, které by se daly snadněji recyklovat.

#### Vodní energie

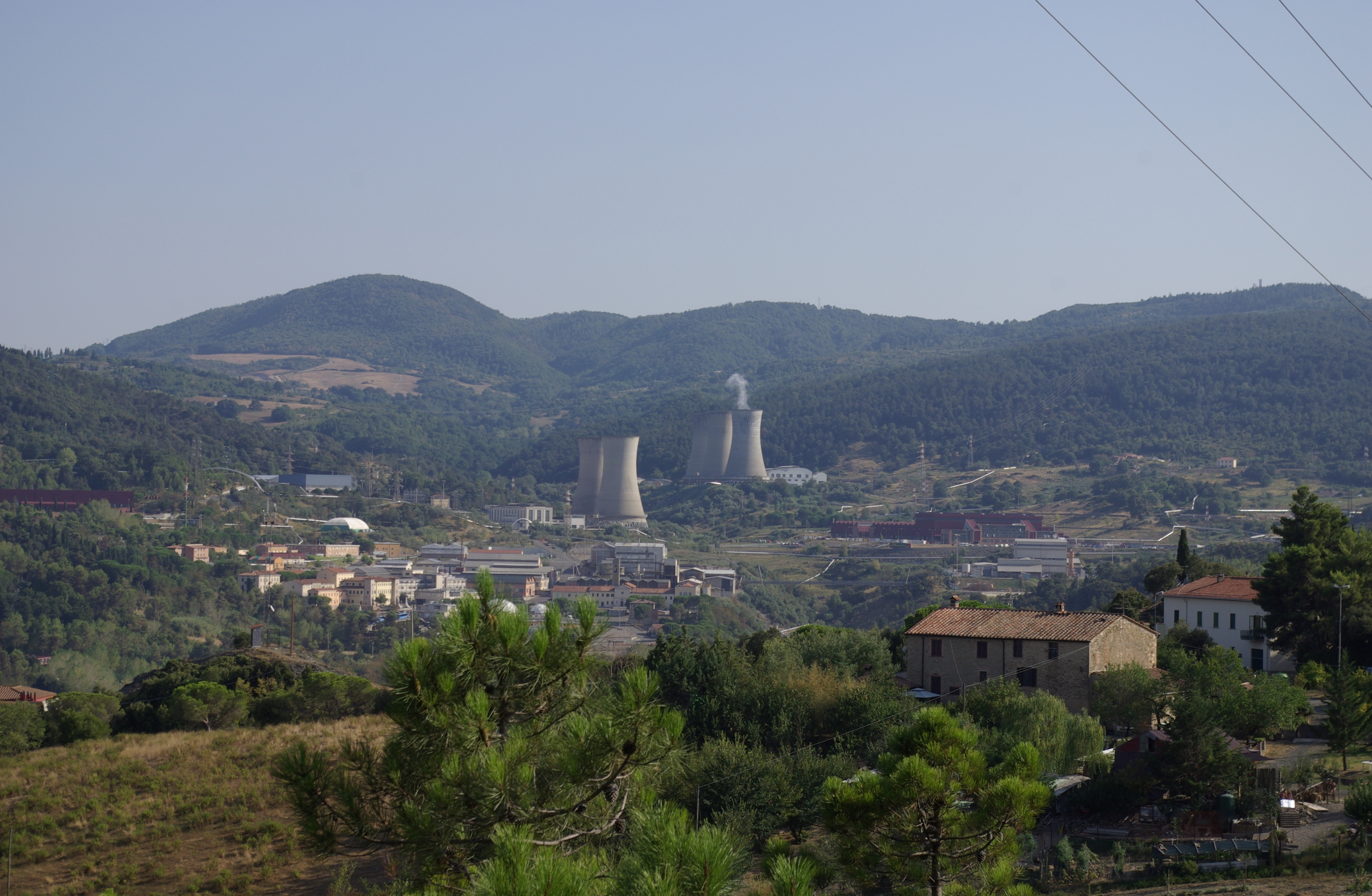
Geotermální elektrárna Larderello, Itálie

Vodní elektrárny přeměňují energii pohybující se vody na elektřinu. V roce 2020 dodávaly vodní elektrárny 17 % světové elektřiny, což je pokles oproti téměř 20 % v polovině a na konci 20. století.
V konvenčních vodních elektrárnách se za přehradou vytváří nádrž. Konvenční vodní elektrárny poskytují vysoce flexibilní, dispečersky řízené dodávky elektřiny. Mohou být kombinovány s větrnou a solární energií, aby pokryly špičky v poptávce a kompenzovaly, když jsou vítr a slunce méně dostupné.
V porovnání se zařízeními založenými na nádržích mají průtočné vodní elektrárny obecně menší dopad na životní prostředí. Jejich schopnost vyrábět energii však závisí na říčním průtoku, který se může měnit v závislosti na denním a sezónním počasí. Nádrže zajišťují regulaci množství vody, která se používá k prevenci povodní a flexibilní výrobě elektřiny, a zároveň poskytují jistotu v době sucha pro zásobování pitnou vodou a zavlažování.
Vodní energie patří mezi zdroje energie s nejnižšími emisemi skleníkových plynů na jednotku vyrobené energie, ale úroveň emisí se mezi jednotlivými projekty velmi liší. Nejvyšší emise bývají u velkých přehrad v tropických oblastech. Tyto emise vznikají při rozkladu biologické hmoty, která se zatopí při zaplavení nádrže, a uvolňují oxid uhličitý a metan. Odlesňování a klimatické změny mohou snížit množství vyrobené energie z vodních přehrad. V závislosti na lokalitě mohou velké přehrady vysídlit obyvatele a způsobit značné místní škody na životním prostředí; případné selhání přehrady může ohrozit okolní obyvatelstvo.

#### Geotermální energie

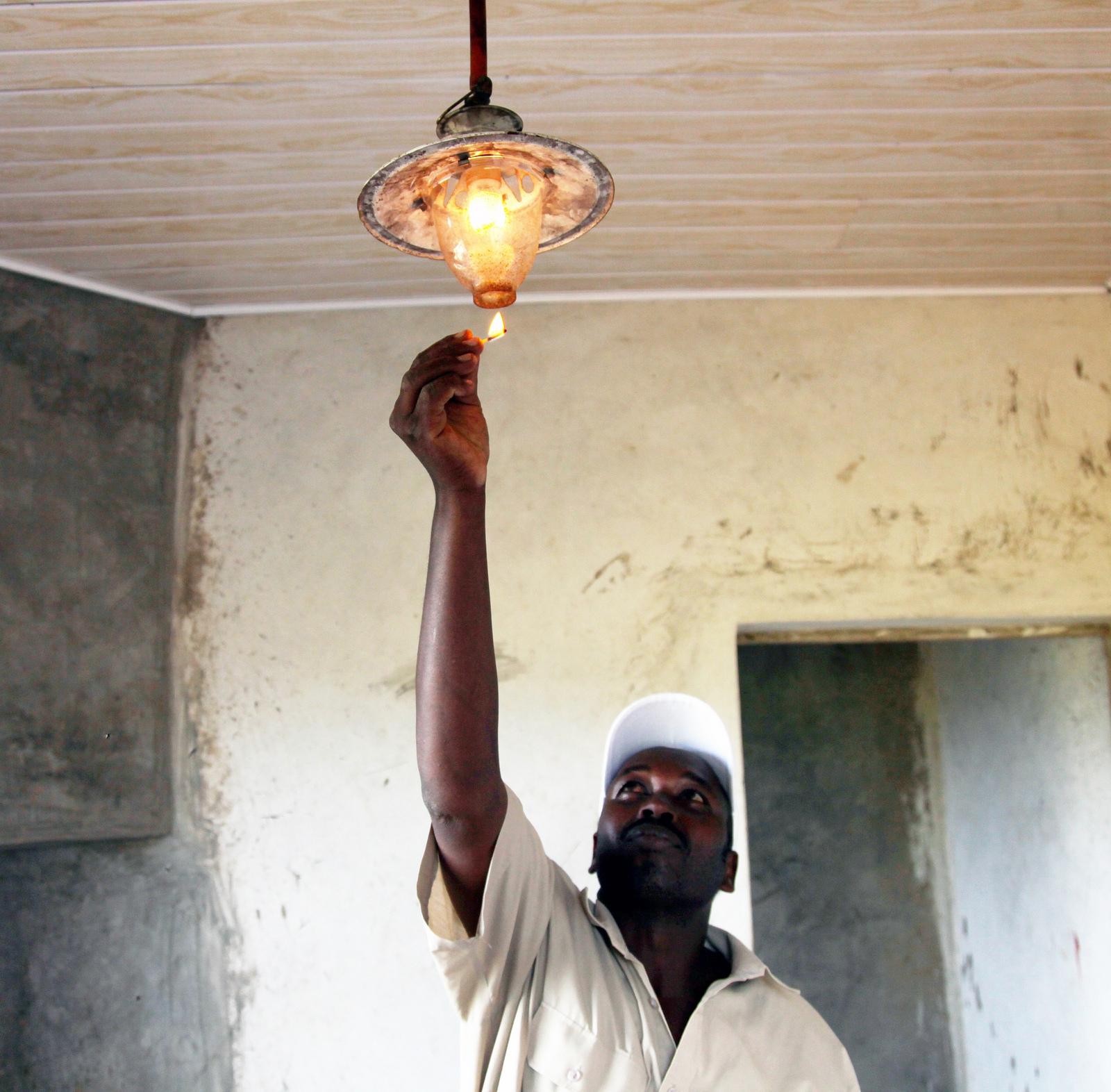
Keňský chovatel krav zapaluje bioplynovou lampu. Bioplyn vyráběný z biomasy je obnovitelný zdroj energie, který lze spalovat na vaření nebo svícení.

Geotermální energie se vyrábí využitím tepla z hlubin podzemí a jeho použitím k výrobě elektřiny nebo k ohřevu vody a vytápění budov. Využívání geotermální energie se soustřeďuje do oblastí, kde je těžba tepla ekonomicky výhodná: je zapotřebí kombinace vysokých teplot, tepelného toku a permeability (schopnosti horniny propouštět tekutiny). Energie se vyrábí z páry vznikající v podzemních zásobnících. Geotermální energie zajišťovala v roce 2020 méně než 1 % celosvětové spotřeby energie.
Geotermální energie je obnovitelným zdrojem, protože tepelná energie se neustále doplňuje ze sousedních teplejších oblastí a radioaktivním rozpadem přirozeně se vyskytujících izotopů, emise skleníkových plynů u elektřiny z geotermální energie jsou v průměru více než 20× nižší než emise skleníkových plynů u elektřiny z uhlí. Geotermální energie s sebou nese riziko vyvolání zemětřesení, potřebuje účinnou ochranu, aby nedošlo ke znečištění vody, a uvolňuje toxické emise, které však lze zachytit.

#### Bioenergie
Biomasa je obnovitelný organický materiál, který pochází z rostlin a živočichů. Může být buď spalována k výrobě tepla a elektřiny, nebo přeměněna na biopaliva, jako je bionafta a ethanol, které lze použít k pohonu vozidel.
Vliv bioenergie na klima se značně liší v závislosti na tom, odkud suroviny z biomasy pocházejí a jak jsou pěstovány. Například při spalování dřeva pro výrobu energie se uvolňuje oxid uhličitý; tyto emise lze významně kompenzovat, pokud jsou vytěžené stromy nahrazeny novými stromy v dobře obhospodařovaném lese, protože nové stromy při svém růstu pohlcují oxid uhličitý ze vzduchu. Založení a pěstování bioenergetických plodin však může vytlačit přirozené ekosystémy, degradovat půdu a spotřebovávat vodní zdroje a syntetická hnojiva. Přibližně jedna třetina veškerého dřeva používaného pro pohonné hmoty se těží neudržitelným způsobem. Bioenergetické suroviny obvykle vyžadují značné množství energie na sklizeň, sušení a dopravu; spotřeba energie na tyto procesy může způsobovat emise skleníkových plynů. V některých případech mohou mít dopady změny využívání půdy, pěstování a zpracování za následek vyšší celkové emise uhlíku u bioenergie ve srovnání s používáním fosilních paliv.
Využívání zemědělské půdy pro pěstování biomasy může mít za následek, že bude k dispozici méně půdy pro pěstování potravin. Ve Spojených státech bylo přibližně 10 % motorového benzínu nahrazeno etanolem na bázi kukuřice, který vyžaduje značnou část sklizně. V Malajsii a Indonésii vedlo kácení lesů za účelem výroby palmového oleje pro bionaftu k závažným sociálním a environmentálním dopadům, protože tyto lesy jsou kritickými propady uhlíku a stanovišti různých druhů. Vzhledem k tomu, že fotosyntéza zachycuje pouze malou část energie ve slunečním světle, vyžaduje výroba daného množství bioenergie ve srovnání s jinými obnovitelnými zdroji energie velké množství půdy.
Biopaliva druhé generace, která se vyrábějí z nepotravinářských rostlin nebo odpadů, snižují konkurenci s produkcí potravin, ale mohou mít další negativní účinky, včetně kompromisů s chráněnými oblastmi a místním znečištěním ovzduší. Mezi relativně udržitelné zdroje biomasy patří řasy, odpady a plodiny pěstované na půdě nevhodné pro produkci potravin. Pokud je zdrojem biomasy zemědělský nebo komunální odpad, jeho spalování nebo přeměna na bioplyn poskytuje způsob, jak se tohoto odpadu zbavit.
K zachycování emisí z bioenergetických elektráren lze použít technologii zachycování a ukládání oxidu uhličitého. Tento proces je znám jako bioenergie se zachycováním a ukládáním uhlíku (BECCS) a může vést k čistému odstranění oxidu uhličitého z atmosféry. BECCS však může vést i k čistým kladným emisím v závislosti na způsobu pěstování, sklizně a přepravy biomasy. Zavedení systému BECCS v měřítku popsaném v některých způsobech zmírňování změny klimatu by vyžadovalo přeměnu velkého množství orné půdy.

#### Energie zmoře
Mořská energie má nejmenší podíl na trhu s energií. Zahrnuje přílivovou energii, která se blíží technologické zralosti, a energii z vln, která je na začátku svého vývoje. Dva přílivové přehradní systémy ve Francii a v Jižní Koreji tvoří 90 % celosvětové produkce. Zatímco jednotlivá mořská energetická zařízení představují pro životní prostředí jen malé riziko, dopady větších zařízení jsou méně známé.

### Neobnovitelné zdroje energie

#### Změny fosilních paliv a zmírňování dopadů

Od roku 1985 se podíl elektřiny vyrobené z nízkouhlíkových zdrojů zvýšil jen mírně. Pokroky v zavádění obnovitelných zdrojů energie byly většinou kompenzovány klesajícím podílem jaderné energie.

Přechod z uhlí na zemní plyn má výhody z hlediska udržitelnosti. Emise skleníkových plynů zemního plynu během životního cyklu jsou na danou jednotku vyrobené energie přibližně 40krát vyšší než emise větrné nebo jaderné energie, ale jsou nižší než u uhlí. Zemní plyn produkuje přibližně polovinu emisí uhlí při výrobě elektřiny a přibližně dvě třetiny emisí uhlí při výrobě tepla. Snížení úniků metanu při těžbě a přepravě zemního plynu by mohlo dále snížit jeho dopad na klima. Zemní plyn produkuje podstatně méně znečištění ovzduší než uhlí.
Přechod z uhlí na zemní plyn snižuje emise v krátkodobém horizontu, avšak v dlouhodobém horizontu neposkytuje cestu k čistým nulovým emisím. Rozvoj infrastruktury pro zemní plyn představuje riziko uhlíkového uzamčení a uvízlých aktiv, kdy se nová fosilní infrastruktura buď zavazuje k desítkám let emisí uhlíku, nebo musí být odepsána dříve, než dosáhne zisku.
Emise skleníkových plynů z elektráren na fosilní paliva a biomasu lze výrazně snížit pomocí zachycování a ukládání uhlíku (CCS). Většina studií vychází z pracovního předpokladu, že CCS dokáže zachytit 85-90 % emisí oxidu uhličitého (CO2) z elektrárny. I kdyby se z uhelné elektrárny zachytilo 90 % vypouštěného CO2, její nezachycené emise by byly stále mnohonásobně vyšší než emise jaderné, solární nebo větrné energie na jednotku vyrobené elektřiny. Jelikož by uhelné elektrárny využívající CCS byly méně účinné, vyžadovaly by více uhlí, a tím by se zvýšilo znečištění spojené s těžbou a přepravou uhlí. Proces CCS je nákladný, přičemž náklady značně závisí na blízkosti lokality k vhodným geologickým podmínkám pro ukládání oxidu uhličitého. Zavádění této technologie je zatím velmi omezené, od roku 2020 je na světě v provozu pouze 21 velkých zařízení CCS.

#### Jaderná energetika

Spotřeba energie v průmyslu představuje 24,2 % všech emisí skleníkových plynů, energie v budovách 17,5 % a v dopravě 16,2 %. Dalších 9,5 % emisí pocházelo z jiného využití energie a 5,8 % tvořily fugitivní emise z výroby fosilních paliv (vše k roku 2016).

Jaderná energie se jako nízkouhlíkový zdroj základní elektřiny používá od 50. let 20. století. Jaderné elektrárny ve více než 30 zemích vyrábějí přibližně 10 % celosvětové elektřiny. V roce 2019 vyráběla jaderná energie více než čtvrtinu veškeré nízkouhlíkové energie, což z ní činí druhý největší zdroj po vodní energii.
Emise skleníkových plynů během životního cyklu jaderné energie – včetně těžby a zpracování uranu – jsou podobné emisím z obnovitelných zdrojů energie. Jaderná energie spotřebovává ve srovnání s hlavními obnovitelnými zdroji energie málo půdy na jednotku vyrobené energie a nevytváří lokální znečištění ovzduší. Ačkoli uranová ruda, používaná jako palivo pro jaderné štěpné elektrárny, je neobnovitelný zdroj, existuje jí dostatek na zajištění zásob na stovky až tisíce let. Cesty ke zmírnění změny klimatu odpovídající ambiciózním cílům obvykle počítají s nárůstem dodávek energie z jádra.
O tom, zda je jaderná energetika udržitelná, se vedou spory, částečně kvůli obavám z jaderného odpadu, šíření jaderných zbraní a havárií. S radioaktivním jaderným odpadem je třeba nakládat po tisíce let, nejsou-li vybudována adekvátní úložiště, a jaderné elektrárny vytvářejí štěpný materiál, který lze použít pro výrobu zbraní. Na každou vyrobenou jednotku energie způsobila jaderná energetika mnohem méně úmrtí při nehodách a v důsledku znečištění než fosilní paliva a historická úmrtnost v jaderné energetice je srovnatelná s obnovitelnými zdroji. Odpor veřejnosti vůči jaderné energetice často ztěžuje politickou realizaci jaderných elektráren.
Zkrácení doby a snížení nákladů na výstavbu nových jaderných elektráren je cílem již několik desetiletí, ale náklady zůstávají vysoké a časové lhůty dlouhé. Ve vývoji jsou různé nové formy jaderné energie, které doufají, že odstraní nevýhody konvenčních elektráren. Rychlé množivé reaktory jsou schopny recyklovat jaderný odpad, a mohou tak výrazně snížit množství odpadu, který je třeba geologicky ukládat, ale zatím nebyly komerčně nasazeny ve velkém měřítku. Jaderná energie založená na thoriu (spíše než na uranu) může být schopna zajistit vyšší energetickou bezpečnost pro země, které nemají velké zásoby uranu. Malé modulární reaktory mohou mít oproti současným velkým reaktorům několik výhod. Několik zemí se pokouší vyvinout jaderné fúzní reaktory, které by produkovaly malé množství odpadu a nehrozilo by u nich riziko výbuchu.

## Transformace energetického systému

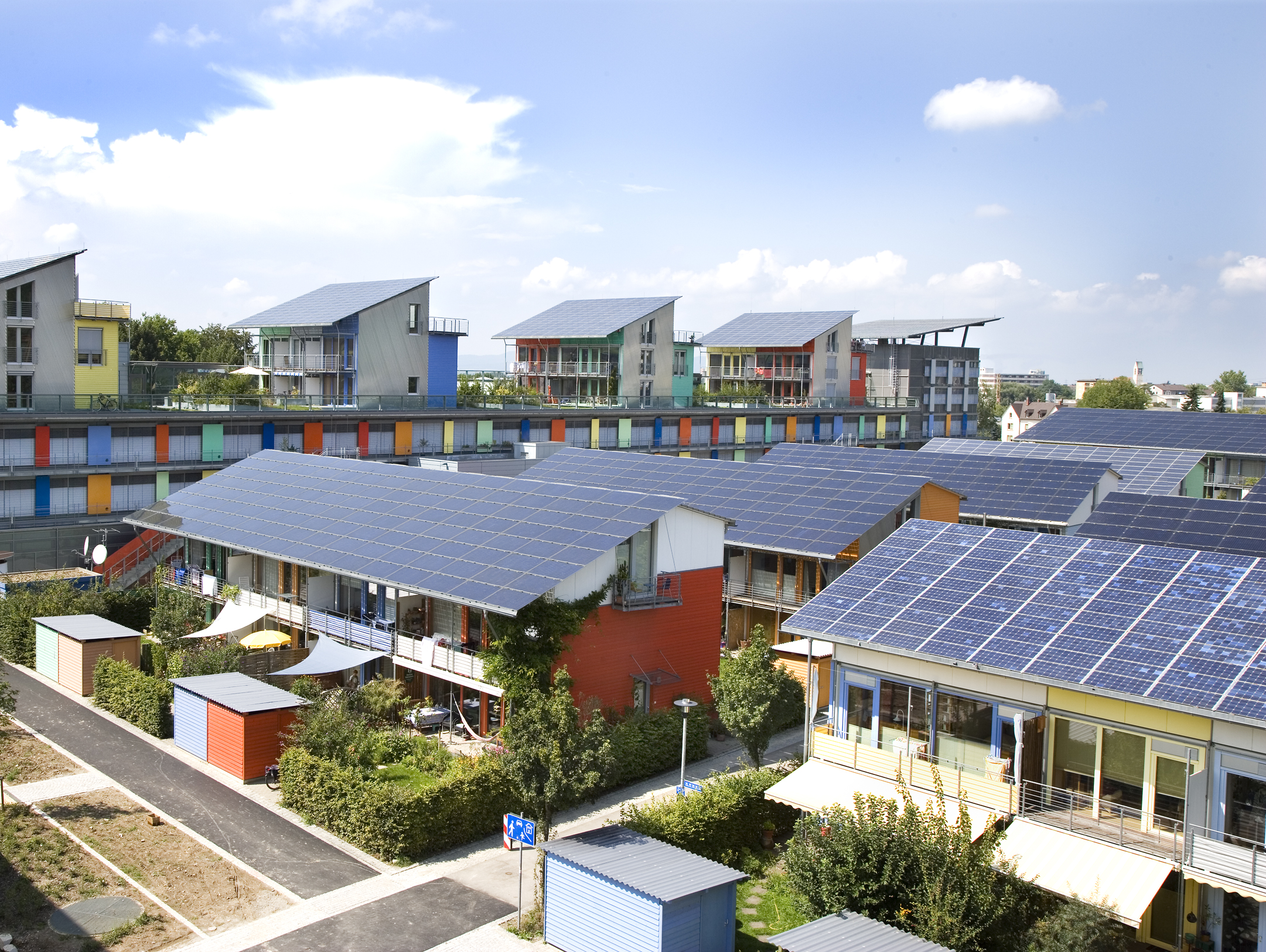
Budovy v solární osadě v německém Schlierbergu vyrábějí více energie, než spotřebují. Zahrnují střešní solární panely a jsou postaveny s ohledem na maximální energetickou účinnost.

Snížení emisí, které je nezbytné k udržení globálního oteplování pod 2 °C, bude vyžadovat systémovou změnu způsobu výroby, distribuce, skladování a spotřeby energie. Aby společnost mohla nahradit jednu formu energie jinou, musí se v energetickém systému změnit více technologií a chování. Například přechod z ropy na solární energii jako zdroj energie pro automobily vyžaduje výrobu solární elektřiny, úpravy elektrické sítě, aby se přizpůsobila výkyvům ve výkonu solárních panelů a vyšší celkové poptávce, přijetí elektromobilů a sítě nabíjecích zařízení a opraven elektromobilů.
Mnoho cest ke zmírnění změny klimatu předpokládá tři hlavní aspekty nízkouhlíkového energetického systému:
- Využívání nízkoemisních zdrojů energie k výrobě elektřiny.
- Elektrifikace – tj. zvýšené využívání elektřiny namísto přímého spalování fosilních paliv.
- Urychlené zavádění opatření v oblasti energetické účinnosti.[130]

Některé energeticky náročné technologie a procesy je obtížné elektrifikovat, například letectví, lodní dopravu a výrobu oceli. Existuje několik možností, jak snížit emise z těchto odvětví: biopaliva a syntetická uhlíkově neutrální paliva mohou pohánět mnoho vozidel, která jsou navržena pro spalování fosilních paliv. Biopaliva ovšem nelze udržitelně vyrábět v potřebném množství a syntetická paliva jsou v současné době velmi drahá. Pro některé aplikace je nejvýznamnější alternativou elektrifikace vývoj systému založeného na udržitelně vyráběném vodíkovém palivu.
Očekává se, že úplná dekarbonizace globálního energetického systému bude trvat několik desetiletí a většinou jí lze dosáhnout pomocí stávajících technologií. Mezinárodní energetická agentura uvádí, že k dosažení nulových čistých emisí do roku 2050 jsou zapotřebí další inovace v energetickém odvětví, například v oblasti bateriových technologií a paliv s nulovými emisemi uhlíku. Vývoj nových technologií vyžaduje výzkum a vývoj, demonstrační projekty a snižování nákladů prostřednictvím realizací. Přechod na bezuhlíkový energetický systém přinese silné vedlejší přínosy pro lidské zdraví: Světová zdravotnická organizace odhaduje, že úsilí o omezení globálního oteplování na 1,5 °C by jen díky snížení znečištění ovzduší mohlo každoročně zachránit miliony životů. Při dobrém plánování a řízení existují cesty, jak do roku 2030 zajistit všeobecný přístup k elektřině a čistému vaření způsobem, který je v souladu s klimatickými cíli. Z historického hlediska dosáhlo několik zemí rychlého hospodářského růstu díky využívání uhlí. Pro mnoho chudých zemí a regionů však stále existuje příležitost „přeskočit“ závislost na fosilních palivech tím, že rozvinou své energetické systémy založené na obnovitelných zdrojích energie, pokud budou mít k dispozici odpovídající mezinárodní investice a přenos znalostí.

### Integrace variabilních zdrojů energie

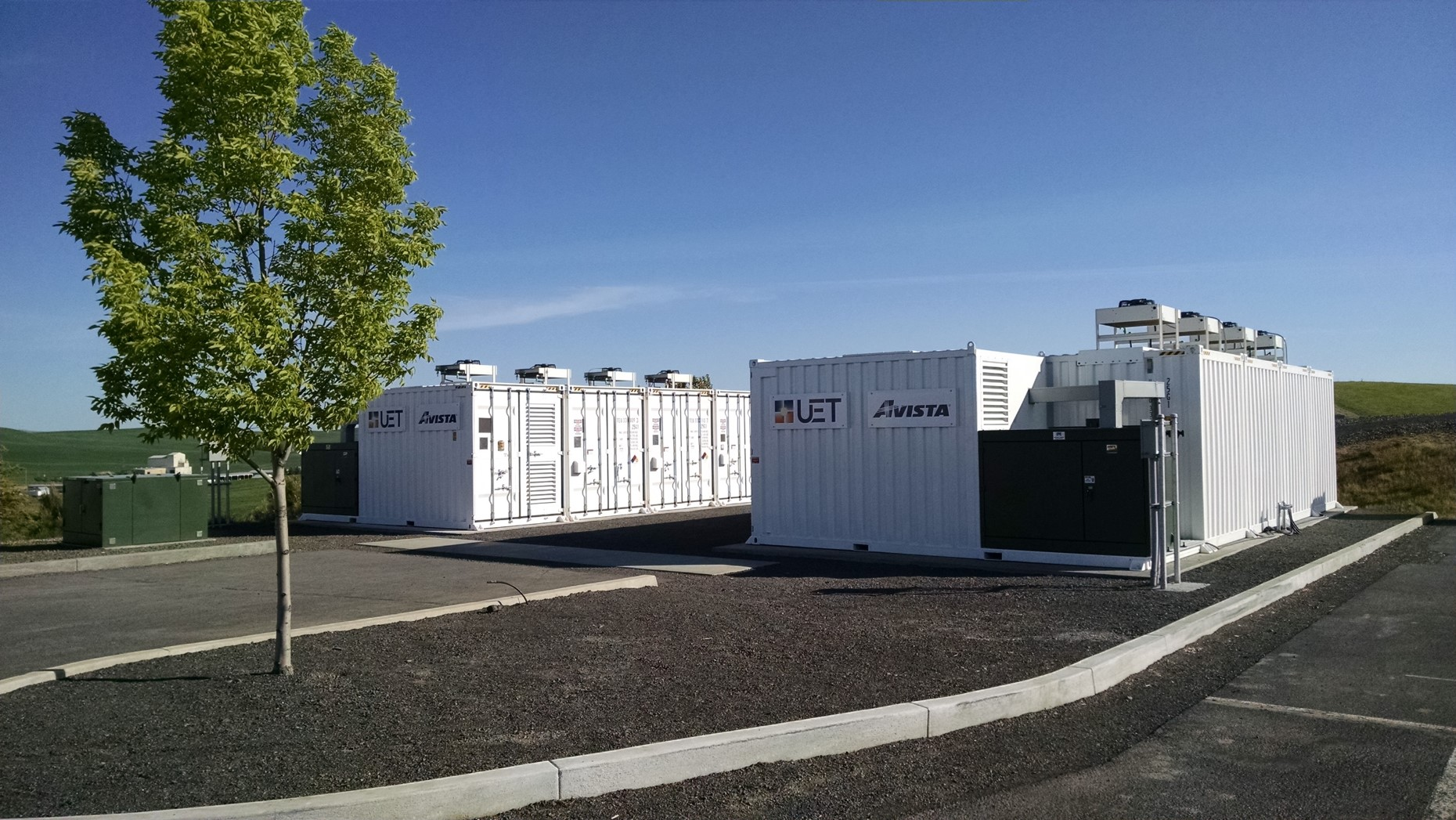
Bateriové úložiště elektřiny

Aby bylo možné spolehlivě dodávat elektřinu z variabilních obnovitelných zdrojů energie, jako jsou větrné a solární elektrárny, vyžadují elektroenergetické systémy flexibilitu. Většina elektrických sítí byla vybudována pro stabilní zdroje energie, jako jsou uhelné elektrárny. S tím, jak se do sítě začleňuje větší množství solární a větrné energie, je nutné provést změny v energetickém systému, aby bylo zajištěno přizpůsobení nabídky elektřiny poptávce. V roce 2019 tyto zdroje vyráběly 8,5 % celosvětové elektřiny, přičemž podíl rychle roste.
Existují různé způsoby, jak učinit elektrizační soustavu flexibilnější. Na mnoha místech se výroba energie z větru a slunce doplňuje v denním i sezónním měřítku: v noci a v zimě, kdy je výroba energie ze slunce nízká, je více větru. Propojení různých zeměpisných oblastí prostřednictvím dálkových přenosových vedení umožňuje další vyrovnávání variability. Poptávku po energii lze časově posunout prostřednictvím řízení poptávky po energii a využívání inteligentních sítí, což odpovídá době, kdy je variabilní výroba energie nejvyšší. Díky skladování energie v síti lze v případě potřeby uvolnit přebytek vyrobené energie. Další flexibilitu by mohlo zajistit propojení sektorů, tj. propojení sektoru elektřiny se sektorem tepla a mobility prostřednictvím systémů pro výrobu elektřiny z tepla a elektrických vozidel.
Budování nadbytečných kapacit pro výrobu větrné a solární energie může pomoci zajistit, aby byl dostatek elektřiny vyráběn i za špatného počasí. Za optimálního počasí může být nutné výrobu energie omezit, pokud nelze přebytečnou elektřinu využít nebo uskladnit. Konečný nesoulad mezi poptávkou a nabídkou lze pokrýt využitím dispečersky řízených zdrojů energie, jako jsou vodní elektrárny, bioenergie nebo zemní plyn.

#### Skladování energie

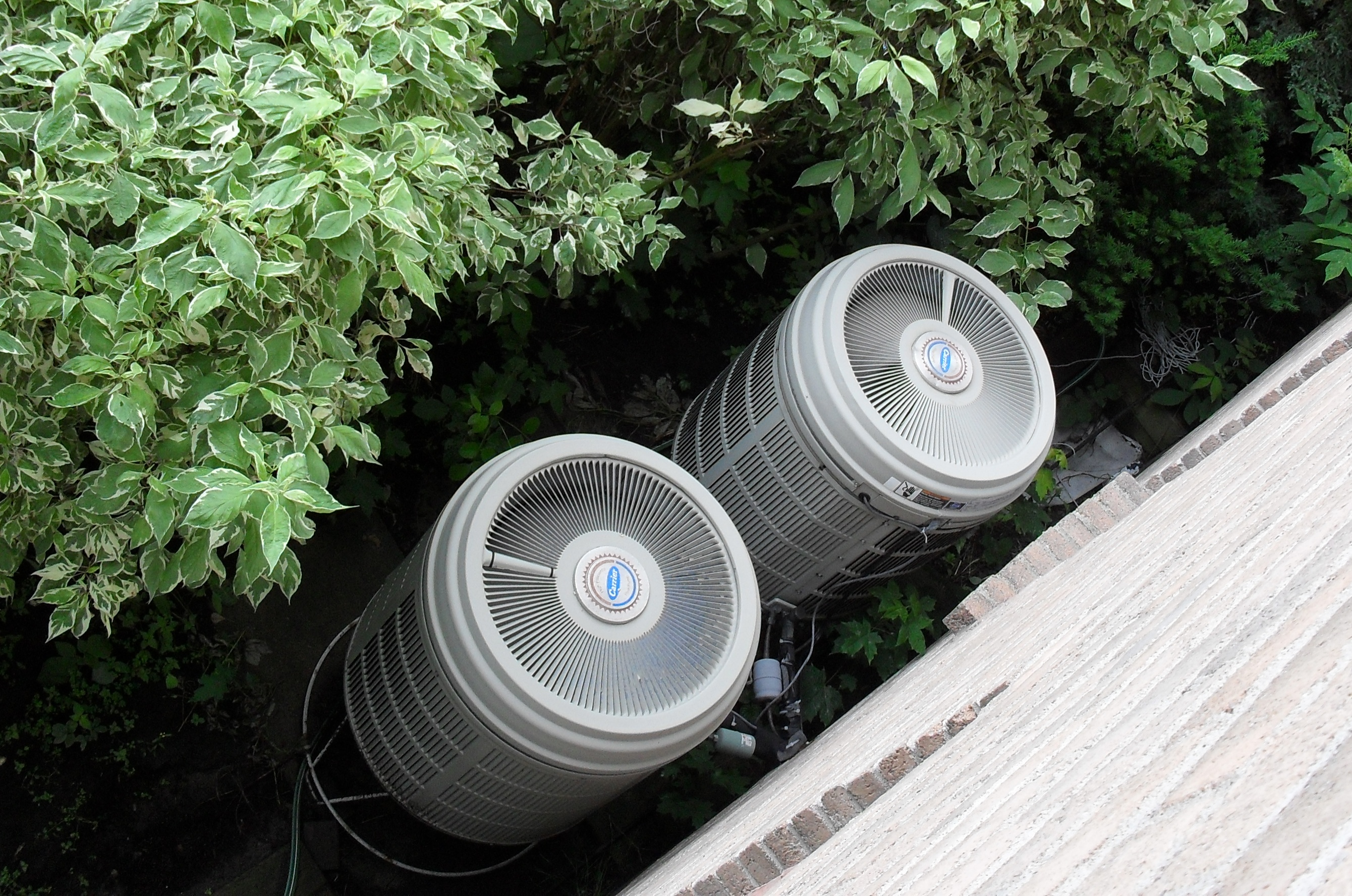
Venkovní část tepelného čerpadla. Na rozdíl od olejových a plynových kotlů využívají elektřinu a jsou vysoce účinné. Elektrifikace vytápění tak může výrazně snížit emise.

Skladování energie pomáhá překonávat překážky v oblasti nestálých obnovitelných zdrojů energie a je důležitým aspektem udržitelného energetického systému. Nejčastěji používanou metodou skladování jsou přečerpávací vodní elektrárny, která vyžaduje lokality s velkými výškovými rozdíly a přístupem k vodě. Hojně se využívají také akumulátory, zejména lithium-iontové akumulátory. Akumulátory obvykle skladují elektrickou energii po krátkou dobu; probíhá výzkum technologií s dostatečnou kapacitou, která vydrží po celé roční období. Náklady na užitkové akumulátory např. ve Spojených státech amerických klesly mezi roky 2015 a 2021 přibližně o 70 %, nicméně cena a nízká hustota energie akumulátorů je činí nepraktickými pro velmi rozsáhlé skladování energie potřebné k vyrovnávání mezisezónních výkyvů ve výrobě energie. V některých lokalitách byly postaveny přečerpávací vodní elektrárny a technologie „power-to-gas“ (přeměna elektřiny na plyn a zpět) s kapacitou pro několikaměsíční využití.

### Elektrifikace
V porovnání se zbytkem energetického systému lze emise v odvětví elektřiny snižovat mnohem rychleji. K roku 2019 se 37 % celosvětové elektřiny vyrábí z nízkouhlíkových zdrojů (obnovitelné zdroje a jaderná energie). Zbytek elektřiny se vyrábí z fosilních paliv, především z uhlí. Jedním z nejjednodušších a nejrychlejších způsobů, jak snížit emise skleníkových plynů, je postupně ukončit provoz uhelných elektráren a zvýšit výrobu elektřiny z obnovitelných zdrojů.
Strategie ke zmírnění změny klimatu počítají s rozsáhlou elektrifikací – využíváním elektřiny jako náhrady přímého spalování fosilních paliv pro vytápění budov a dopravu. Ambiciózní klimatická politika by znamenala zdvojnásobení podílu energie spotřebovávané jako elektřina do roku 2050 z 20 % v roce 2020.
Jedním z problémů při zajišťování všeobecného přístupu k elektřině je distribuce energie do venkovských oblastí. Důležitým řešením jsou off-grid a mini-grid systémy založené na obnovitelných zdrojích energie, jako jsou malé solární fotovoltaické instalace, které vyrábějí a skladují dostatek elektřiny pro vesnici. Širší přístup ke spolehlivé elektřině by vedl k menšímu používání petrolejového osvětlení a naftových generátorů, které jsou v současnosti v rozvojovém světě běžné.
Infrastruktura pro výrobu a skladování elektřiny z obnovitelných zdrojů vyžaduje minerály a kovy, jako je kobalt a lithium pro baterie a měď pro solární panely. Recyklace může pokrýt část této poptávky, pokud jsou životní cykly výrobků dobře navrženy, nicméně dosažení čistých nulových emisí by stále vyžadovalo výrazné zvýšení těžby 17 druhů kovů a minerálů.  Trhům s těmito komoditami někdy dominuje malá skupina zemí nebo společností, což vyvolává geopolitické obavy. Například většina světové produkce kobaltu se těží v Demokratické republice Kongo, což je politicky nestabilní region, kde je těžba často spojena s riziky v oblasti lidských práv. Stabilitu dodavatelského řetězce může zajistit rozmanitější geografické zásobování.

### Vodík
Vodík je plyn, který lze spalovat k výrobě tepla nebo pohánět palivové články k výrobě elektřiny, přičemž v místě použití nevznikají žádné emise. Celkové emise vodíku během jeho životního cyklu závisí na způsobu jeho výroby. Téměř všechna současné světová produkce vodíku je z fosilních paliv. Hlavní metodou je technologie reformingu metan-vodní pára, při němž se vodík vyrábí chemickou reakcí mezi vodní párou a methanem, hlavní složkou zemního plynu. Při výrobě jedné tuny vodíku tímto procesem vzniká 6,6–9,3 tuny oxidu uhličitého. I když zachycování uhlíku může velkou část těchto emisí odstranit, celkovou uhlíkovou stopu vodíku ze zemního plynu je k roku 2021 obtížné posoudit, částečně kvůli emisím vznikajícím při samotné výrobě zemního plynu.
Elektřinu lze použít ke štěpení molekul vody, čímž vznikne udržitelný vodík za předpokladu, že elektřina byla vyrobena udržitelným způsobem. Tento proces elektrolýzy je však v současné době dražší než výroba vodíku z methanu a účinnost přeměny energie je ze své podstaty nízká. Vodík lze vyrábět při přebytku špičkové elektřiny z obnovitelných zdrojů, poté jej skladovat a používat k výrobě tepla nebo k opětovné výrobě elektřiny. Dále jej lze přeměnit na syntetická paliva, jako je čpavek a methanol.
Inovace v oblasti vodíkových elektrolyzérů by mohly učinit výrobu vodíku z elektřiny ve velkém měřítku nákladově konkurenceschopnější. Vodík má potenciál hrát významnou roli v dekarbonizaci energetických systémů, protože v některých odvětvích by nahrazení fosilních paliv přímým využitím elektřiny bylo velmi obtížné. Vodíkové palivo může vyrábět intenzivní teplo potřebné pro průmyslovou výrobu oceli, cementu, skla a chemikálií. Při výrobě oceli může vodík fungovat jako čistý nosič energie a zároveň jako nízkouhlíkový katalyzátor nahrazující koks získávaný z uhlí. Mezi nevýhody vodíku jako nosiče energie patří vysoké náklady na skladování a distribuci kvůli výbušnosti vodíku, jeho velkému objemu ve srovnání s jinými palivy a jeho tendenci způsobovat křehnutí potrubí.

### Technologie využití energie

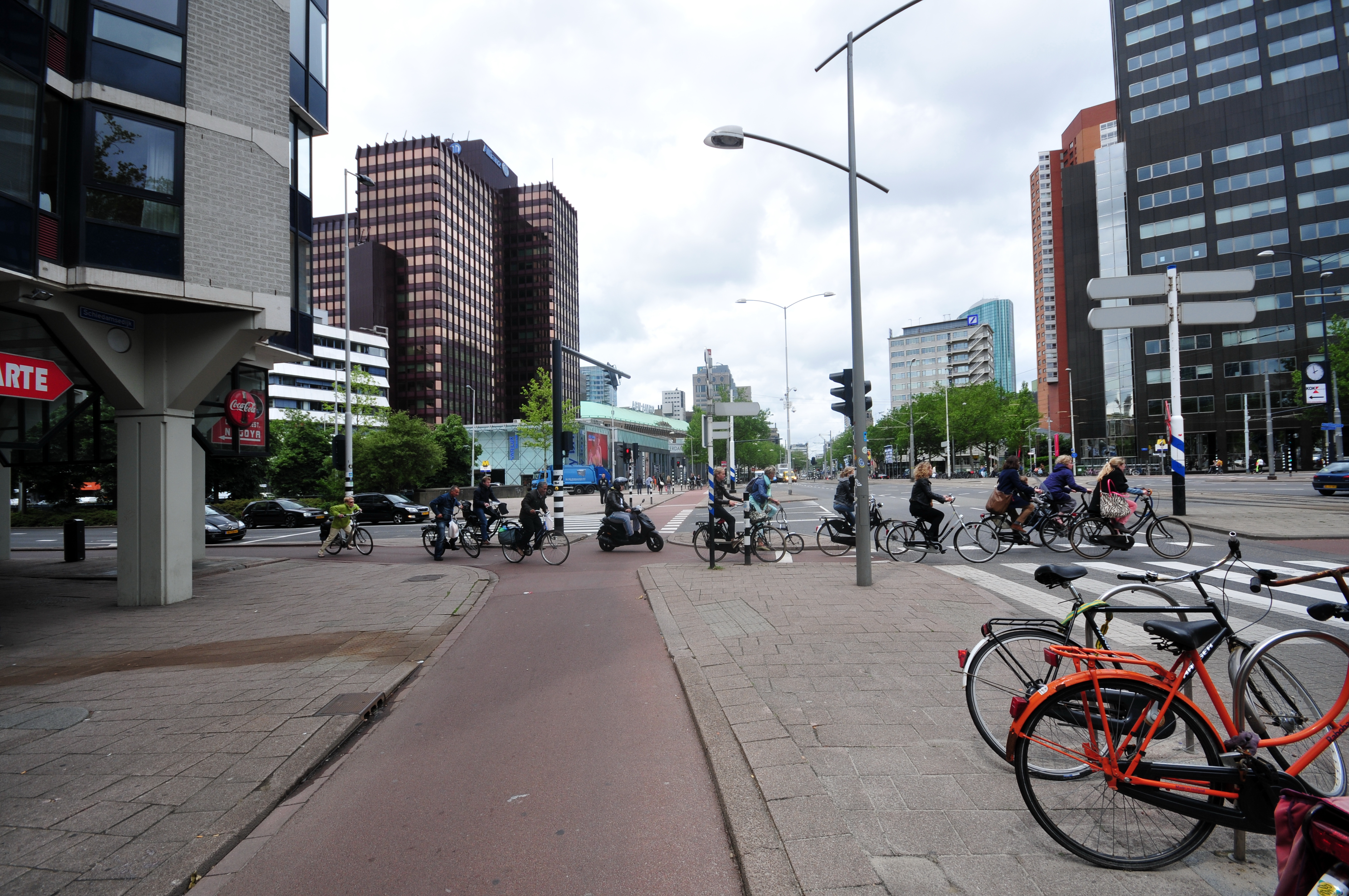
Užitková cyklistická infrastruktura, jako je tento cyklistický pruh v Rotterdamu, podporuje udržitelnou dopravu.

#### Doprava

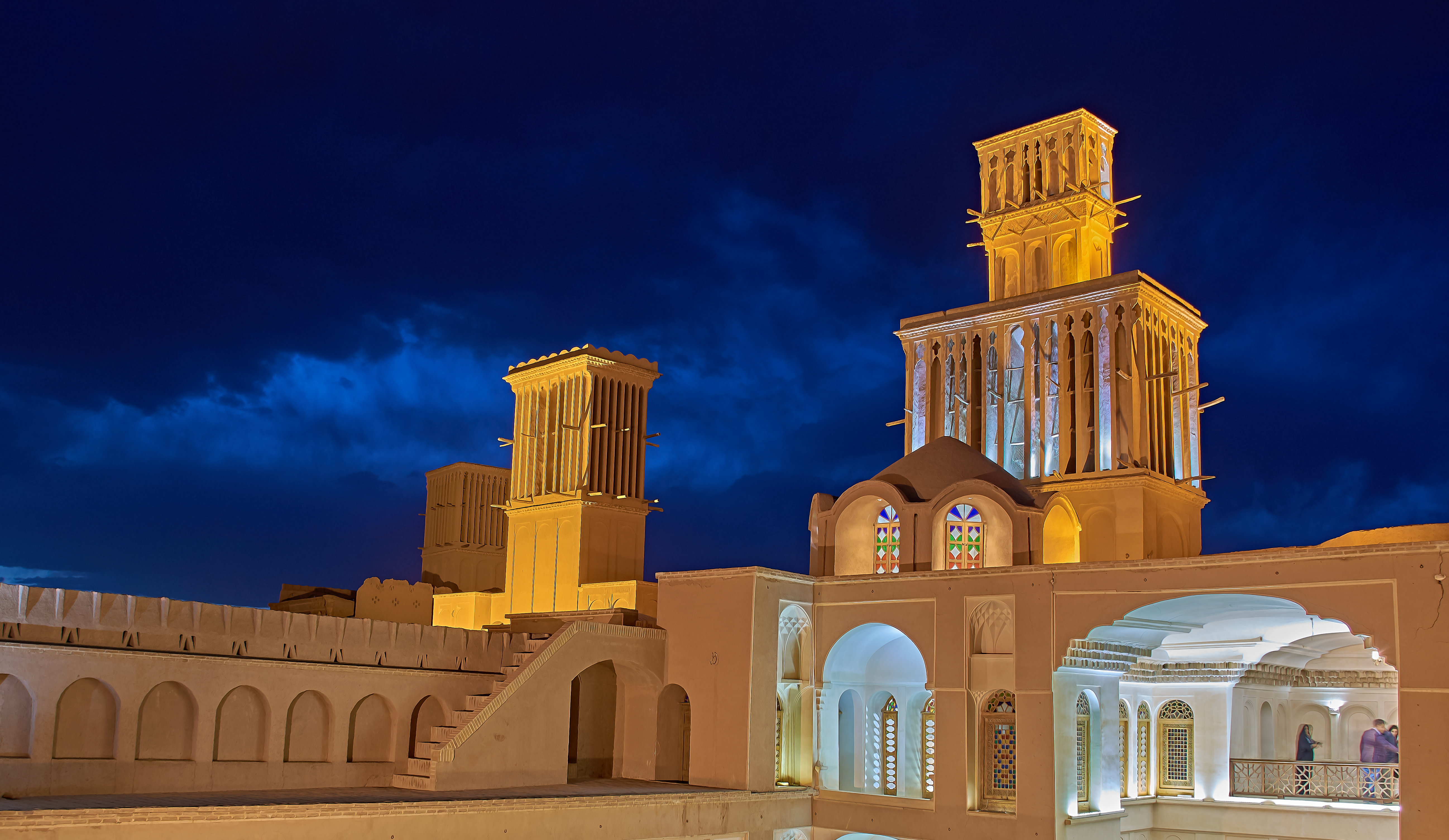
Pasivní chladicí prvky, jako jsou tyto větrné věže v Íránu, přivádějí chladný vzduch do budov bez použití energie.

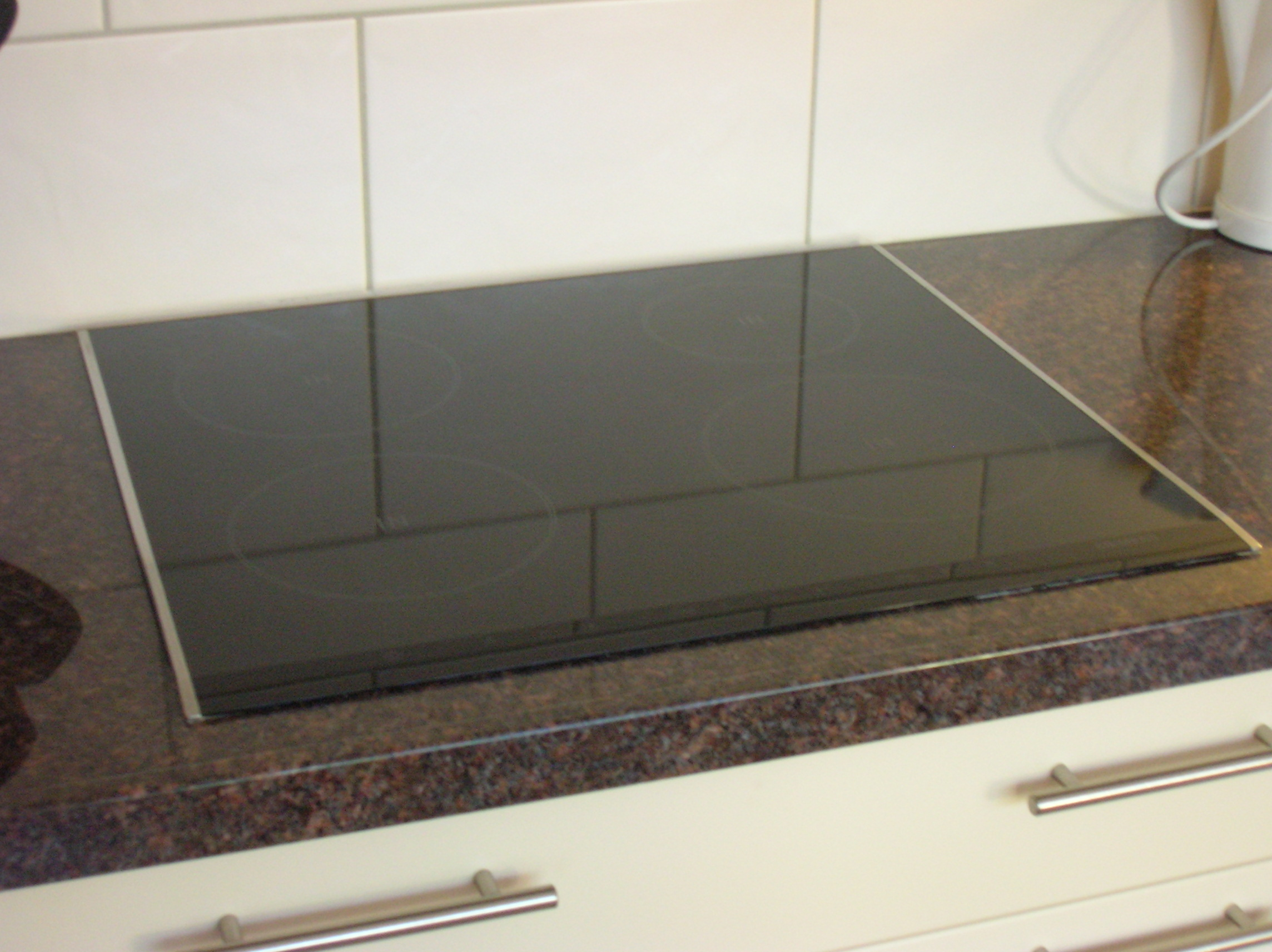
Elektrické indukční sporáky jsou pro vaření jednou z energeticky nejúčinnějších a nejbezpečnějších možností.

Doprava má podíl 14 % na celosvětových emisích skleníkových plynů – existuje však mnoho způsobů, jak učinit dopravu udržitelnější. Veřejná hromadná doprava obvykle vypouští méně skleníkových plynů na jednoho cestujícího než osobní vozidla, protože vlaky a autobusy mohou přepravit mnohem více cestujících najednou. Lety na krátké vzdálenosti lze nahradit vysokorychlostní železnicí, která je efektivnější. Podpora nemotorové dopravy, jako jsou chůze a jízda na kole, zejména ve městech, může učinit dopravu čistší a zdravější.
Energetická účinnost automobilů se v průběhu času zvýšila, ale dalším důležitým krokem k dekarbonizaci dopravy a snížení znečištění ovzduší je přechod na elektrická vozidla. Velkou část znečištění ovzduší způsobeného dopravou tvoří prachové částice ze silničního prachu a opotřebení pneumatik a brzdových destiček – podstatného snížení znečištění z těchto zdrojů nelze dosáhnout elektrifikací; vyžaduje to opatření, jako je odlehčení vozidel a jejich menší provoz.
Dálková nákladní doprava a letecká doprava jsou odvětví, která je obtížné elektrifikovat pomocí současných technologií, a to především kvůli hmotnosti baterií potřebných pro dálkovou dopravu, době dobíjení baterií a omezené životnosti baterií. Tam, kde je to možné, je přitom nákladní doprava lodní a železniční obecně udržitelnější než letecká a silniční. Vodíková vozidla mohou být řešením pro větší vozidla, jako jsou nákladní automobily. Mnoho technologií potřebných ke snížení emisí z lodní a letecké dopravy je stále v počátcích svého vývoje, přičemž slibným kandidátem na palivo pro lodní dopravu je čpavek (vyráběný z vodíku). Letecké biopalivo může být jedním z lepších způsobů využití bioenergie, pokud se během výroby paliva zachytí a uloží emise.

#### Budovy a vaření
Více než jedna třetina energie se spotřebuje v budovách a při jejich výstavbě. Při vytápění budov lze použít alternativy ke spalování fosilních paliv a biomasy, jako je elektrifikace pomocí tepelných čerpadel nebo elektrického topení, geotermální energie, centrální solární ohřev, opětovné využití odpadního tepla a sezónní skladování tepelné energie. Tepelná čerpadla zajišťují teplo i klimatizaci prostřednictvím jediného spotřebiče. Podle odhadů IEA by tepelná čerpadla mohla celosvětově zajistit více než 90 % potřeby tepla na vytápění prostor a ohřev vody.
Vysoce účinným způsobem vytápění budov je dálkové vytápění, při němž se teplo vyrábí v centrálním místě a poté se rozvádí do více budov prostřednictvím izolovaných potrubí. Tradičně většina systémů dálkového vytápění využívala fosilní paliva, ale moderní nízkoteplotní systémy dálkového vytápění jsou navrženy tak, aby využívaly vysoký podíl obnovitelné energie.
Chlazení budov lze zefektivnit navrhováním nulových a pasivních budov, plánováním, které minimalizuje efekt městského tepelného ostrova, a systémy dálkového chlazení, které ochlazují více budov pomocí rozvodů studené vody. Klimatizace vyžaduje velké množství elektrické energie a pro chudší domácnosti není vždy cenově dostupná. Některé klimatizační jednotky stále používají chladiva, která jsou skleníkovými plyny, protože některé státy neratifikovaly Kigalský dodatek o používání pouze chladiv šetrných ke klimatu.
V rozvojových zemích, kde obyvatelstvo trpí energetickou chudobou, se k vaření často používají znečišťující paliva, jako je dřevo nebo zvířecí trus. Vaření na těchto palivech je obecně neudržitelné, protože se z nich uvolňuje škodlivý kouř a protože těžba dřeva může vést k degradaci lesů. Plošné zavedení čistých zařízení na vaření, která jsou v bohatých zemích již všudypřítomná, by výrazně zlepšilo zdraví a mělo minimální negativní dopady na klima. Zařízení pro čisté vaření obvykle využívají jako zdroj energie zemní plyn, zkapalněný ropný plyn nebo elektřinu; v některých podmínkách jsou slibnou alternativou bioplynové systémy. Vylepšené sporáky, které spalují biomasu účinněji než tradiční sporáky, jsou přechodným řešením tam, kde je přechod na systémy čistého vaření obtížný.

#### Průmysl

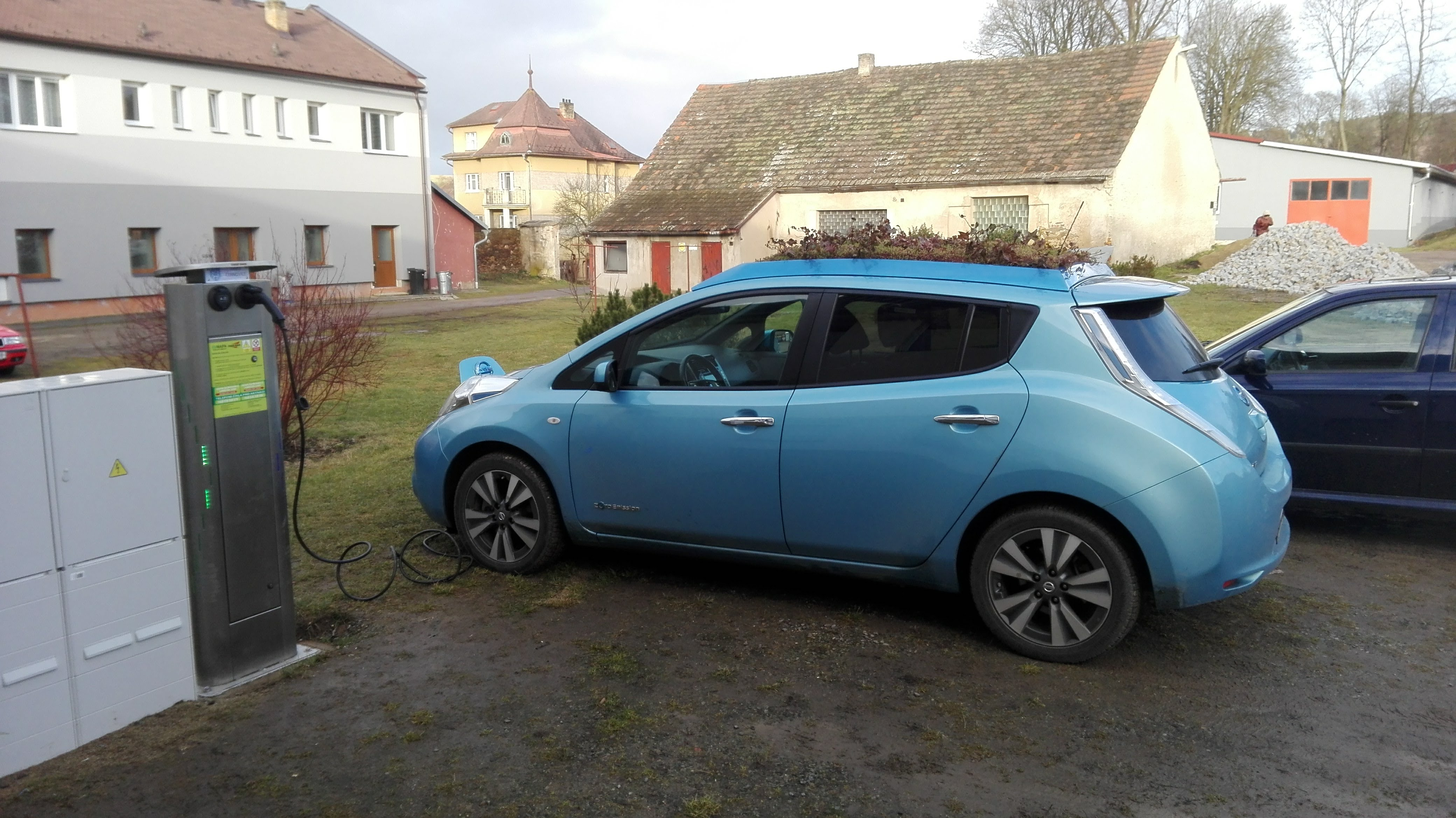
Některé země a Evropská unie se zavázaly, že všechny nové automobily budou mít nulové emise.

Více než třetinu energie spotřebovává průmysl. Většina této energie se využívá v tepelných procesech: při výrobě tepla, sušení a chlazení. Podíl energie z obnovitelných zdrojů v průmyslu činil v roce 2017 14,5 % – většinou se jednalo o nízkoteplotní teplo dodávané bioenergií a elektřinou. Energeticky nejnáročnější činnosti v průmyslu mají nejnižší podíl obnovitelné energie, protože se potýkají s omezeními při výrobě tepla při teplotách nad 200 °C.
U některých průmyslových procesů bude k eliminaci emisí skleníkových plynů zapotřebí komerčního využití technologií, které dosud nebyly vybudovány nebo jsou provozovány v experimentálním režimu, například výrobu oceli je obtížné elektrifikovat, protože tradičně používá koks, který se získává z uhlí, a to jak k výrobě tepla o velmi vysokých teplotách, tak jako složku samotné oceli. Také výroba plastů, cementu a hnojiv vyžaduje značné množství energie, přičemž možnosti dekarbonizace jsou omezené. Přechod na oběhové hospodářství by učinil průmysl udržitelnějším, neboť zahrnuje větší recyklaci, a tím i menší spotřebu energie ve srovnání s těžbou nových surovin.

## Vládní politiky

Elektrifikované teplo a doprava jsou klíčovými oblastmi investic pro přechod na obnovitelné zdroje energie.

Dobře navržené vládní politiky, které podporují transformaci energetického systému, mohou současně snížit emise skleníkových plynů a zlepšit kvalitu ovzduší a v mnoha případech také zvýšit energetickou bezpečnost.
Od 70. let 20. století se k podpoře udržitelnějšího využívání energie využívají ekologické právní předpisy. Některé vlády se zavázaly k termínům postupného ukončení provozu uhelných elektráren a ukončení těžby fosilních paliv. Vlády mohou požadovat, aby nové automobily nebo nové budovy produkovaly nulové emise nebo aby nové budovy byly vytápěny elektřinou namísto plynu. Standardy pro obnovitelné zdroje v několika zemích vyžadují, aby energetické společnosti zvýšily procento elektřiny, kterou vyrábějí z obnovitelných zdrojů.
Vlády mohou urychlit transformaci energetického systému tím, že zajistí rozvoj infrastruktury, jako jsou dálková elektrická přenosová vedení, inteligentní sítě a vodíkové potrubí. V dopravě může vhodná infrastruktura a pobídky zefektivnit cestování a snížit závislost na autech. Plánování měst, které brání rozrůstání, může snížit spotřebu energie v místní dopravě a budovách a zároveň zvýšit kvalitu života. Vládou financovaný výzkum, zadávání veřejných zakázek a pobídková politika byly v minulosti rozhodující pro rozvoj a zrání technologií čisté energie, jako jsou solární a lithiové baterie. Ve scénáři IEA pro energetický systém s nulovými čistými emisemi do roku 2050 se rychle mobilizuje veřejné financování, aby se řada novějších technologií dostala do demonstrační fáze a podpořilo se jejich zavádění.
Zpoplatnění uhlíku (například daň z emisí CO2) motivuje průmysl a spotřebitele ke snižování emisí a zároveň jim umožňuje zvolit si způsob, jakým tak učiní. Mohou například přejít na nízkoemisní zdroje energie, zvýšit energetickou účinnost nebo omezit používání energeticky náročných výrobků a služeb. Stanovení cen uhlíku se v některých jurisdikcích setkalo se silným politickým odporem, zatímco politiky zaměřené na konkrétní energetiku jsou obvykle politicky bezpečnější. Většina studií naznačuje, že k omezení globálního oteplování na 1,5 °C by bylo třeba doplnit stanovení cen uhlíku přísnými politikami zaměřenými na konkrétní energetiku. Situace z roku 2019 ukazuje, že cena uhlíku ve většině regionů příliš nízká na to, aby bylo možné dosáhnout cílů Pařížské dohody. Uhlíkové daně jsou zdrojem příjmů, které lze využít ke snížení jiných daní nebo pomoci domácnostem s nižšími příjmy, aby si mohly dovolit vyšší náklady na energii. Některé vlády, například Evropská unie a Spojené království, zkoumají možnost využití uhlíkových přeshraničních cel. Ty zavádějí cla na dovoz ze zemí s méně přísnými klimatickými politikami, aby zajistily, že průmyslová odvětví podléhající vnitřním cenám uhlíku zůstanou konkurenceschopná.
Rozsah a tempo politických reforem, které byly zahájeny od roku 2020, jsou mnohem menší, než je nutné k naplnění klimatických cílů Pařížské dohody. Kromě domácích politik bude zapotřebí větší mezinárodní spolupráce, která urychlí inovace a pomůže chudším zemím nastolit udržitelnou cestu k plnému přístupu k energii.
Země mohou podporovat obnovitelné zdroje energie za účelem vytváření pracovních míst. Mezinárodní organizace práce odhaduje, že úsilí o omezení globálního oteplování na 2 °C by vedlo k čistému vytváření pracovních míst ve většině odvětví hospodářství. Předpokládá, že do roku 2030 by vzniklo 24 milionů nových pracovních míst v oblastech, jako je výroba elektřiny z obnovitelných zdrojů, zvyšování energetické účinnosti budov a přechod na elektrická vozidla. Šest milionů pracovních míst by zaniklo, a to v odvětvích, jako je těžba a fosilní paliva. Vlády mohou přechod na udržitelnou energetiku učinit politicky a sociálně schůdnějším tím, že zajistí spravedlivý přechod pro pracovníky a regiony, které jsou závislé na průmyslu fosilních paliv, a zajistí jim alternativní ekonomické příležitosti.

## Finance
Nezbytným předpokladem energetické transformace je získání dostatečného množství peněz na inovace a investice. IPCC odhadla, že k omezení globálního oteplování na 1,5 °C by bylo třeba v letech 2016–2035 investovat do energetického systému každoročně 2,4 bilionu amerických dolarů. Většina studií předpokládá, že tyto náklady, odpovídající 2,5 % světového HDP, by byly malé ve srovnání s ekonomickými a zdravotními přínosy. Průměrné roční investice do nízkouhlíkových energetických technologií a energetické účinnosti by musely být do roku 2050 šestkrát vyšší než v roce 2015. Nedostatečné financování je obzvláště akutní v nejméně rozvinutých zemích, které nejsou atraktivní pro soukromý sektor.
Rámcová úmluva OSN o změně klimatu odhadovala, že v roce 2016 činilo financování opatření v oblasti klimatu celkem 681 miliard dolarů. Většinu z toho tvoří investice soukromého sektoru do zavádění obnovitelných zdrojů energie, investice veřejného sektoru do udržitelné dopravy a investice soukromého sektoru do energetické účinnosti. Pařížská dohoda obsahuje závazek, že vyspělé země poskytnou chudým zemím dalších 100 miliard dolarů ročně na zmírňování změny klimatu a přizpůsobování se této změně. Tento cíl však nebyl splněn (stav roku 2021); měření pokroku brání nejasná účetní pravidla.
Financování a dotace na fosilní paliva jsou významnou překážkou energetického přechodu. Přímé globální dotace na fosilní paliva činily v roce 2017 celkem 319 miliard dolarů. Po započtení nepřímých nákladů, jako jsou dopady znečištění ovzduší, se tato částka zvýší na 5,2 bilionu amerických dolarů. Jejich ukončení by mohlo vést ke snížení celosvětových emisí uhlíku o 28 % a ke snížení počtu úmrtí v důsledku znečištění ovzduší o 46 %. Financování čisté energie nebylo pandemií covidu-19 příliš ovlivněno a balíčky ekonomických stimulů souvisejících s pandemií nabízejí možnosti ekologické obnovy.